# Helena Carreiras
Maria Helena Chaves Carreiras (ur. 26 września 1965 w Portalegre) – portugalska socjolog i nauczycielka akademicka, dyrektor Instytutu Obrony Narodowej, w latach 2022–2024 minister obrony narodowej.

## Życiorys
W 1987 ukończyła socjologię w ISCTE, na tej samej uczelni w 1994 uzyskała magisterium. Doktoryzowała się w 2004 z nauk społecznych i politycznych w Europejskim Instytucie Uniwersyteckim we Florencji. Jako nauczycielka akademicka związana z ISCTE – Instituto Universitário de Lisboa, dochodząc do stanowiska profesorskiego. Była też badaczką w centrum naukowym CIES-IUL. Gościnnie wykładała na Uniwersytecie w Waszyngtonie. W pracy badawczej zajęła się m.in. relacjami między siłami zbrojnymi a społeczeństwem, w tym problematyką integracji kobiet w instytucjach wojskowych. Autorka lub redaktorka kilkunastu publikacji książkowych.
Od 2016 do 2019 kierowała szkoła socjologii i polityki publicznej w ramach ISCTE-IUL. Pełniła m.in. funkcje zastępczyni dyrektora instytutu IPPS (2018–2019) oraz przewodniczącej europejskiej grupy badawczej ERGOMAS (2017–2019). W latach 2010–2012 była zastępczynią dyrektora Instytutu Obrony Narodowej, a w 2019 objęła stanowisko dyrektora tej instytucji.
W marcu 2022 powołana na ministra obrony narodowej w trzecim rządzie Antónia Costy. Urząd ten sprawowała do kwietnia 2024.